# Коарјер
Коарјер (фр. Coyrière) је насељено место у Француској у региону Франш-Конте, у департману Јура.
По подацима из 2011. године у општини је живело 64 становника, а густина насељености је износила 15,57 становника/km².

## Демографија
| 1962. | 1968. | 1975. | 1982. | 1990. | 2011. |
| ----- | ----- | ----- | ----- | ----- | ----- |
| 48    | 50    | 40    | 48    | 74    | 64    |